# بکت (نیوجرسی)
بکت (به انگلیسی: Beckett) یک منطقهٔ مسکونی در ایالات متحده آمریکا است که در لوگان، نیوجرسی واقع شده‌است. بکت ۴٫۸۳۳ کیلومتر مربع مساحت و ۴٬۸۴۷ نفر جمعیت دارد و ۹ متر بالاتر از سطح دریا واقع شده‌است.